# Vilpunnokka
Vilpunnokka är en ö i Finland. Den ligger i sjön Pyhäjärvi och i kommunen Tammela i den ekonomiska regionen  Forssa ekonomiska region  och landskapet Egentliga Tavastland, i den södra delen av landet, 90 km nordväst om huvudstaden Helsingfors. Öns area är 0,2 hektar och dess största längd är 70 meter i nord-sydlig riktning.